# Carl Alexander Eckloff
Carl Alexander Eckloff (auch: Karl-Alexander Eckloff; * 24. August 1906; † 7. Juni 1979) war ein deutscher Außenhandelsfunktionär und Diplomat. Er war stellvertretender Minister für Außenhandel und Innerdeutschen Handel der DDR und war Handelsrat in der Sowjetunion und in der Volksrepublik China.

## Leben
Nach 1945 war Eckloff im Wirtschaftsapparat der Sowjetischen Besatzungszone (SBZ) bzw. der DDR tätig. Ab 1949 war er Hauptdirektor eines Betriebes in der Vereinigung Volkseigener Betriebe (VVB) Lacke, Farben und Plaste. Entsprechende Fachkenntnisse hatte er als Vertreter der Bakelite Werke Ende der dreißiger Jahre in Österreich erworben. Ab 1952 war er Generaldirektor des Deutschen Innen- und Außenhandelsbetriebes (DIA) Chemie-Export-Import, Berlin. 1954/1955 leitete er die Handelsvertretung der DDR in Bombay. Von 1956 bis 1962 fungierte er als stellvertretender Minister für Außenhandel und Innerdeutschen Handel. Als Handelsrat und Leiter der Handelsvertretung der DDR befand er sich von 1963 bis 1965 in Moskau und danach in gleicher Funktion in Peking.
1957 war Eckloff maßgeblich an den Verhandlungen beteiligt, die den östlichen Gliedkirchen der EKD im Gegenzug für bestimmte Warenlieferungen aus der Bundesrepublik Erlöse in Mark der DDR zukommern ließ. Das sogenannte „Kirchengeschäft“ blieb bis 1990 in Kraft. In einem Glückwunschschreiben des ZK der SED zu seinem 60. Geburtstag im August 1966 wurde lobend erwähnt, dass er mehrfach als Beauftragter der Regierung mit der Neuanbahnung von Handelsbeziehungen zu kapitalistischen Ländern und zu jungen Nationalstaaten betraut worden war.
Eckloff war Mitglied der SED und lebte zuletzt in Berlin-Karlshorst. Eckloff war verheiratet mit Edith Eckloff, geb. Moses (* 1905, † 1988) und hat eine Tochter, Doris Eckloff. Er galt als sachorientierter und politisch moderater Funktionsträger.

## Auszeichnungen
- Vaterländischer Verdienstorden in Bronze (1959) und in Silber (1966)
- Orden „Banner der Arbeit“ (1971)
- Ehrennadel der Gesellschaft für Deutsch-Sowjetische Freundschaft